# 12896 Geoffroy
A 12896 Geoffroy (ideiglenes jelöléssel 1998 QV102) egy kisbolygó a Naprendszerben. Eric Walter Elst fedezte fel 1998. augusztus 26-án.